# Аутоимуне болести нервног система
Аутоимуне болести нервног система су поремећаји у раду нервног система који могу утицати на било који његов део, укључујући мозак и кичмену мождину (централни нервни систем, ЦНС), као и периферне нерве, неуромишићни спој и скелетне мишиће (периферни нервни систем, ПНС).
Имуни систем је еволуирао да би имао изузетну способност да нас заштити од огромног мноштва инфективних агенаса. Међутим, процењује се да код 4,5% појединаца имуни систем напада саму особу коју је дизајниран да заштити. Абнормални имуни одговори против сопственог организма могу довести до више од 80 аутоимуних болести укључујући око 30 аутоимуних поремећаја нервног система.

## Етиопатогенеза
На овој страници се разматрају аутоимуни поремећаји централног и периферног нервног система, укључујући поремећаје код којих ауто-антиген тек треба да буде дефинисан. То укључује 
- демијелинизирајуће поремећаје централног нервног система као што су мултипла склероза и неуромијелитис оптичког нерва,

- паранеопластичне и друге аутоимуне енцефаломијелитисе

- аутоимуни инфламаторни миозитис

- демијелинизирајуће неуропатије.

- неуроинфламаторни поремећаји узроковани другим узроцима као што су церебрална дегенерација или захваћеност нервног система који су секундарни у односу на системске аутоимуне поремећаје као што је системски еритематозни лупус.

### Неуспех самотолеранције и развој аутоимуности
Као могући фактори који доводе до слома толеранције код неких појединаца наводе се:

#### Генетска осетљивост
Код мултипле склерозе (МС), подударност код монозиготних близанаца од око 25% у поређењу са ~5% код дизиготних близанаца; и код миастеније гравис (МГ) конкорданција од ~35% код монозиготних близанаца у поређењу са ~5% код дизиготних близанаца, сугерише допринос генетских фактора узрочности болести. 
Такође већа учесталост већине аутоимуних болести код жена (~80% свих пацијената; оптички неуромијелитис (ОНМ) 9:1; МС 3:1, рани почетак МГ 3:1), указује на важност још увек слабо схваћених фактора Х хромозома у генетској осетљивости, иако ефекти полних хормона на имуне одговоре такође могу играти важну улогу.
МХЦ локус  маркер (протеина на површини ћелија код кичмењака који игра  кључну улогу у стеченом имунолошком систему представљањем страних антигена што заузврат одређује хистокомпатибилност)  даје већи допринос ризику од аутоимуне болести него било који други локус. МХЦ2 молекули на ћелијама које представљају антиген хватају пептиде и представљају их Т ћелијама. МХЦ локус маркер је такође најполиморфнији у људском геному, са диференцијалном способношћу да везује и ефикасно представља пептиде. Такве варијације играју важну улогу у разликама између појединаца у њиховом имунолошком одговору на ауто-антигене и представљају основу за снажну повезаност између специфичних МХЦ алела и предиспозиције за аутоимуне болести (као код миастеније гравис или мултипле склерозе). На пример, геометрија везивања рецептора Т ћелија ХЛА-пептида може играти кључну улогу у узрочности болести.
Топологија везивања ван центра (као што је показано са клоном Т ћелија изолованим од пацијента са МС), може дозволити аутореактивним клоновима Т ћелија да избегну негативну селекцију тимуса, али и даље изазивају болест.
Поред тога, студије асоцијације на нивоу генома (ГВАС) су идентификовале стотине полиморфизама појединачних нуклеотида (СНП; варијације у геному на нивоу једног нуклеотида) који повећавају ризик од развоја аутоимуне болести за мале до умерене количине. Многи од ових СНП-а налазе се у некодирајућим регионима генома, а молекуларне и ћелијске последице ових суптилних варијација су сложене и углавном недефинисане. Али познато је да се СНП-ови ризика од аутоимуних болести групишу у генима у кључним имунолошким путевима. 

### Фактори који могу изазвати аутоимуну болест

#### Инфекције
Иако нису у потпуности схваћени, епидемиолошки и клинички докази сугеришу да аутоимуна болест може бити изазвана инфекцијама. У МС, предложено је да доживотна инфекција ЕБ вирусом или ЦМВ инфекцијом ствара скуп ауто-реактивних меморијских Т ћелија које се могу поново активирати када су изложене антигенима ослобођеним након повреде ЦНС.
Слично високе стопе претходне инфекције примећене су пре болести повезане са МОГ-антителом. Молекуларна мимикрија између самоантигена домаћина и микробних антигена је водећа хипотеза која објашњава ову повезаност. Ауто-реактивне Т ћелије ниске авидности које могу имати неуобичајене конформације везивања са само-МХЦ и не изазивају патологију, могу се активирати унакрсном реакцијом са високим афинитетом или великим бројем патогених пептида који потичу од инфективних агенаса. Унакрсна реактивност је веродостојна јер један Т ћелијски рецептор може препознати широк спектар различитих епитопа (ТЦР дегенерација), и што је важно, јер је периферни праг активације Т ћелија нижи од оног за негативну селекцију у тимусу. Класично, молекуларна мимикрија је постулирана на основу заједничких епитопа између стрептокока Групе А и срчаних гликопротеина који су довели до реуматске грознице. 
У нервном систему постоји јак аргумент за развој Гилан Бареовог синдрома (ГБС) након инфекције Цампилобацтер јејуни. Антитела против липо-олигосахаридних антигена ћелијског зида Ц. јејуни унакрсно реагују против ганглиозида (скоро идентичних самоантигена), који су главни састојци мембране нервних ћелија. Животињски модел код зечева у којем имунизација липо-олигосахаридом Ц. јејуни доводи до неуропатије сличне ГБС-у даје подршку овој хипотези. Важно је, међутим, напоменути да <0,1% особа заражених Ц. јејуни развија унакрсна реактивна антитела и Гуиллаин Барреов синдром, што поставља питања о широј важности модела молекуларне мимикрије за узрочност аутоимуних болести.
Алтернативно, примарно оштећење ткива ЦНС-а (после Херпес симплек енцефалитиса, на пример, за које се зна да изазива НМДА енцефалитис)  може довести до ослобађања и извоза самоантигена који дренирају у ЦНС дренирајући дубоке цервикалне чворове. Откриће лимфних супстанци у дура матер која дренира до цервикалних лимфних чворова указало је на пут којим антигени ЦНС могу доћи до периферног имунолошког ткива. У прилог томе, код експерименталног аутоимуног енцефаломијелитиса (ЕАЕ), мијелински антигени повезани са дендритским ћелијама пронађени су у цервикалним лимфним чворовима примата који нису људи. У овом моделу, при презентацији ЦНС антигена мирним, аутореактивним лимфоцитима у лимфним чворовима који дренирају ЦНС, Т или Б ћелије могу бити активиране. Активиране ЦД4 + Т ћелије би тада могле да пруже помоћ за активирање наивних Б ћелија и такође производе велике количине цитокина као што су интерферон λ и фактор стимулације колоније гранулоцитних макрофага (ГМ-ЦСФ), који промовишу локалну упалу и губитак интегритета крвно-мождане баријере. Активиране меморијске Б ћелије које мигрирају назад у ЦНС могле би да прођу сазревање афинитета вођено антигеном (вероватно у ектопичним терцијарним лимфоидним структурама у можданим овојницама, као што је описано у МС и НМОСД) и да се диференцирају у плазма ћелије које производе антитела, објашњавајући уочену интратекалну синтезу аутоантитела.
Поред тога, акумулација соматских тачкастих мутација у имуноглобулинском варијабилном (В) гену Б ћелија које пролиферирају као одговор на патогене, пружа основу за изванредну разноликост антитела и сазревање афинитета као одговор на стране антигене. Генеалошка анализа антитела излучених клоновима Б ћелија специфичних за антиген од пацијената са аутоимуном болешћу показала је да мутирани заједнички преци ауто-антитела (на пример на аутоантиген десмоглеин3 у пемфигусу) или на нуклеарне аутоантигене код СЛЕ  не везују се за одговарајући аутоантиген. Дакле, соматске мутације у генима имуноглобулина (В) у клоновима Б ћелија, које се размножавају као одговор на инфекцију, истовремено стварајући огромну разноликост антитела, могу насумично и ненамерно генерисати антитела која се повремено везују и унакрсно реагују са сопственим антигенима, чак и у одсуство структурне молекуларне мимикрије са патогеним антигенима. Ово може бити још један механизам за кршење самотолеранције.
Други механизам који треба размотрити је секундарни у односу на присуство природних  аутоантитела, која се налазе код појединаца чак и без претходног антигенског искуства. Серуми здравих особа садрже огроман број таквих антитела која су полиреактивна и везују се са ниским афинитетом за различите сопствене и не-само-антигене. Хроничном реакцијом са ауто-антигенима, аутореактивне Б ћелије постижу нереаговање на њих (анергија), али се спекулише да могу бити подложне активацији инфекцијом или оштећењем ткива што доводи до производње антитела високог афинитета и аутоимуне болести.

#### Микробиота
Микробиота је екосистем од трилиона микроорганизама који се налазе на површинама слузокоже и коже у благотворној коегзистенцији са домаћином. Недавно је направљена изненађујућа веза између поремећене цревне микробиоте и аутоимуности мозга. Ово је засновано на открићу да су мишеви без клица отпорни на развој ЕАЕ (класични животињски модел за мултиплу склерозу), али је осетљивост на ЕАЕ обновљена код мишева изложених комензалним бактеријама. Такође, показало се да трансплантације фекалија од пацијената са МС у мишеве без клица резултирају већом инциденцом или тежином ЕАЕ. Још једна недавна студија реактивности антигена клона ЦД4 + Т ћелија изолованог из можданог ткива пацијента са мултиплом склерозом показала је реактивност на свеприсутну ауто-антиген гванозин дифосфат (ГДП)–Л-фукоза синтетазу, еволутивно очуван ензим који такође користе цревне микробиоте. Четрдесет процената клонова Т ћелија изолованих из цереброспиналне течности пацијената са МС реаговало је на овај антиген и, посебно, на мијелин. Дакле, у овој хипотези, ЦД4 + Т ћелије могу да се активирају у цревима против ГДП-Л-фукозе синтетазе микробних црева, путују у ЦНС и унакрсно реагују са мијелином или другим ЦНС антигенима што доводи до болести. Слично томе, у другој студији на мишјем моделу аутоимуног увеитиса, показано је да некогнатни антиген из комензалних цревних микроба може активирати ауто-реактивне Т ћелије специфичне за очи што доводи до аутоимуног увеитиса.

#### Ширење епитопа
Алтернативно објашњење за горе описани налаз може бити да након иницијалне упале ЦНС-а изазване специфичним аутоантигеном ЦНС-а, повреда ЦНС-а резултује ослобађањем криптичних антигена који изазивају секундарни одговор ЦД4 + Т ћелија. На сличан начин, олигоклоналне траке имуноглобулина цереброспиналне течности, које производе клонски проширене Б ћелије цереброспиналне течности, сугеришу интра-текалну синтезу антитела и представљају обележје мултипле склерозе. Дуго се тражила антигенска мета ових антитела за ЦНС да би се разјаснила патогенеза мултипле склерозе. Међутим, недавна студија заснована на усклађивању олигоклоналних пептида цереброспиналне течности специфичних за пацијента са транскриптомом имуноглобулина који потиче од Б ћелија цереброспиналне течности, показала је да је одговор Б ћелија у мултиплој склерози хетероген и неспецифичан и усмерен против свеприсутних интрацелуларних ауто-антигена  који се ослобађају. током деструкције ткива, што подразумева демаскирање криптичних епитопа и каскадно инфламаторно оштећење.

#### Тумори
Ектопична експресија неуронских протеина (онконеуралних антигена) код рака може изазвати аберантни аутоимуни одговор погрешно усмерен против нервног система (паранеопластични поремећаји.. На пример, код тератома јајника (повезаног са НМДА енцефалитисом), сам тумор садржи зрело или незрело неурално ткиво. Антигени ослобођени у умирућим туморским ћелијама могу се узети, обрадити и представити ћелијама које представљају антиген у регионалним лимфним чворовима да би се активирале Т ћелије. Штавише, ектопични герминални центри су описани у оквиру тератома јајника код неких пацијената који имају НМДАР енцефалитис.  Ово би могло бити извор континуиране производње ауто-антитела.

### Аутоимуне болести нервног система са интрацелуларним или површинским антигенима који циљају неуронске ћелије
Аутоимуни поремећаји нервног система могу имати: 
Аутоантитела усмерена против интраћелијских неуронских антигена (класични паранеопластични поремећаји).
Присуство ових антитела (као што су анти-Hu, анти-Ri  и анти-Ma) је скоро увек повезано са присуством основног малигнитета. Верује се да су ови поремећаји узроковани погрешно усмереним имунолошким одговором усмереним против туморских протеина (онконеуралних антигена) које такође експримирају неурони. Али ауто-антитела, која су аберантно усмерена против интра-ћелијских неуронских антигена, показала се у студијама живих култивисаних неурона да не достижу своје унутарћелијске циљеве и нису сама по себи патогена. Они су, међутим, корисни као биомаркери за ове паранеопластичне поремећаје, који су узроковани углавном патологијом посредованом Т ћелијама. Ово је поткрепљено аутопсијским материјалом који показује екстензивну инфилтрацију неурона цитотоксичним Т ћелијама, изазивајући дегенерацију путем механизама посредованих перфорином и гранзимом Б. Сходно томе, пацијенти са овим паранеопластичним поремећајима ЦНС-а слабо реагују на имунотерапеутске стратегије које укључују уклањање антитела или ћелија које производе антитела.
Аутоантитела  усмерена на површину неуронске ћелије и протеине синаптичких рецептора.
Повезивање рака у овим поремећајима је ређе (осим код ГАБА Б Р и АМПАР енцефалитиса где је повезаност рака чешћа). Неколико недавно описаних енцефалитида (као што су НМДАР, ЛГИ1 и ЦАСПР2 енцефалитис) показало се да су секундарни у односу на патогени ефекат везивања аутоантитела за екстрацелуларне епитопе протеина на површини неуронске ћелије. Имунотерапија за уклањање или неутралисање ефекта ових патогених аутоантитела је ефикасна. Слично томе, аутоантитела на протеине ћелијске површине на неуромускуларном споју (ацетилхолински рецептори и волтажни калцијумски канали) су патогена и резултују мијастенијом гравис или Еатон-Ламбертовим синдромом. Имунотерапија се показала ефикасном код ових поремећаја.
Поред ове две категорије (интрацелуларна или антигенска експресија на површини ћелије), компликованији образац експресије илуструје декарбоксилаза глутаминске киселине (ГАД), интрацелуларни ензим чија је физиолошка функција декарбоксилација глутамата у гама-аминобутерну киселину (ГАБА) која је главна инхибиторни трансмитер унутар неурона. ГАД 65 је способан да се повеже са плазма мембраном и пређе у екстрацелуларни простор. Дакле, епитопи ГАД65, као и амфифизин, могу бити изложени антителима током синаптичке фузије и поновног преузимања. Високи титри анти-ГАД65 су повезани са поремећајима спектра укочених особа, церебеларном атаксијом и лимбичким енцефалитисом.

## Облици
Важна открића у последње две деценије 21. века омућила су нам да идентификујемо многе нове аутоимуне болести нервног система и осветлилимо њихову патогенезу. На доњој табели приказане су клиничке и патофизиолошке карактеристике најзначајнијих аутоимуних болести ЦНС.
| Аутоимуне болести                                                       | Захваћен примарни орган/део тела                             | Аутоантитело                                                                      | Прихваћено као аутоимуна болест | Стопа преваленције (САД)                             | Извор  |
| ----------------------------------------------------------------------- | ------------------------------------------------------------ | --------------------------------------------------------------------------------- | ------------------------------- | ---------------------------------------------------- | ------ |
| Акутни дисеминовани енцефаломијелитис (АДЕМ)                            | Централни нервни систем                                      | Непознат                                                                          | Потврђено                       | 0,8 на 100.000                                       | [ 34 ] |
| Акутна моторна аксонална неуропатија (АМАН)                             | Периферни нервни систем                                      | Анти-GM1                                                                          | Потврђено                       | Део преваленције Гилен-Бареовог синдрома             | [ 35 ] |
| Анти-НМДА рецепторски енцефалитис                                       | Мозак                                                        | Анти-НМДА рецептор                                                                | Потврђено                       | 1,5 на милион                                        | [ 36 ] |
| Аутоимуни енцефалитис                                                   | Мозак                                                        | Различити, у зависности од подтипа (нпр антитела на НМДА рецептор, ЛГИ1 антитела) | Потврђено                       | Ретко                                                | [ 37 ] |
| Балова концентрична склероза                                            | Централни нервни систем                                      | Непознат                                                                          | Вероватно                       | Ретко                                                | [ 38 ] |
| Бикерстеров енцефалити                                                  | Мозак                                                        | Анти-GQ1b                                                                         | Потврђено                       | Ретко                                                | [ 39 ] |
| Хронична инфламаторна демијелинизирајућа полирадикулонеуропатија (ХИДП) | Периферни нерви                                              | Разне, укључујући анти-MAG                                                        | Потврђено                       | 1-2 на 100.000                                       | [ 40 ] |
| Гилен-Бареов синдром                                                    | Периферни нерви                                              | Разне, укључујући анти-GM1, анти-GD1a                                             | Потврђено                       | 1-2 на 100.000                                       | [ 41 ] |
| Хашимото енцефалопатија                                                 | Мозак                                                        | AАнти-тироидни (TPO, Tg)                                                          | Вероватно                       | Ретко                                                | [ 42 ] |
| Идиопатска инфламанторна демјелинизирајућа болест                       | Централни нервни систем                                      | Варира                                                                            | Вероватно                       | Зависи од специфичне болести                         | [ 43 ] |
| Ламберт-Еатонов мијастенични синдром                                    | Неуромускуларни спој (утиче и на ЦНС и ПНС)                  | Анти-VGCC                                                                         | Потврђено                       | 0,5-2 на милион                                      | [ 44 ] |
| Мултипла склероза                                                       | Централни нервни систем                                      | Непознато, али олигоклонске траке често су присутне у ЦСФ                         | Потврђено                       | 90 на 100,000                                        | [ 45 ] |
| Миастенија гравис                                                       | Неуромускуларни спој (утиче на ЦНС и ПНС)                    | Анти-AChR, анти-MuSK                                                              | Потврђено                       | 20 на 100.000                                        | [ 46 ] |
| Оптички неуромијелитис (Девицова болест)                                | Оптички нерви и кичмена мождина                              | AQP4-IgG (NMO-IgG)                                                                | Потврђено                       | 0,5 - 4 на 100,000                                   | [ 47 ] |
| Синдром немирних ногу                                                   | Централни нервни систем (укључујући и допаминергичке путеве) | Непознато                                                                         | Неизвесно                       | 5-15% (чешће код старијих особа)                     | [ 48 ] |
| Генерализовани синдром укочености                                       | Централни нервни систем                                      | Анти-GAD, анти-амфифизин                                                          | Потврђено                       | Ретко                                                | [ 49 ] |
| Сиденхамова хореја                                                      | Мозак                                                        | Анти-базалне ганглије                                                             | Потврђено                       | Ретко (повезано са стрептококном инфекцијом групе А) | [ 50 ] |
| Трансверзални мијелитис                                                 | Кичмена мождина                                              | Различити, укључујући анти-AQP4                                                   | Вероватно                       | 1-8 на милион                                        | [ 51 ] |